# Culbert Olson
Culbert Levy Olson (ur. 7 listopada 1876, zm. 13 kwietnia 1962) – amerykański polityk, członkiem Partii Demokratycznej. Z wykształcenia był prawnikiem.

## Przed rozpoczęciem kariery politycznej
Urodził się w Fillmore w stanie Utah. Jego rodzice byli mormonami i w tej właśnie wierze wychowywali Culberta. Jego matka, Delilah King, była działaczką ruchu na rzecz równouprawnienia kobiet i zasłynęła, jako pierwsza przedstawicielka płci żeńskiej wybrana na jakiekolwiek stanowisko w Utah. Ojcem Culberta był Daniel Olson.
Aczkolwiek Olson wychowywany był w mormońskiej rodzinie, szybko przestał wierzyć w istnienie Boga i stał się ateistą. Był więc jednym z bardzo nielicznych amerykańskich polityków, którzy zajmowali wysokie stanowiska z wyboru otwarcie przyznając się do ateizmu.
Młody Olson pracował m.in. jako robotnik rolny i kolejowy, oraz dziennikarz (Daily Ogden Standard) czy telegrafista.
W czasie wyborów prezydenckich w roku 1896 pracował na rzecz kandydata demokratów Williama Jenningsa Bryanta. Potem pracował też w Waszyngtonie, również jako dziennikarz.

## Kariera polityczna przed wyborem na gubernatora
Olson ukończył prawo na George Washington University oraz University of Michigan i został przyjęty do palestry w Utah w 1901. Jako demokratę wybrano go do stanowej legislatury w Utah w 1916. Jako członek stanowego zgromadzenia ustawodawczego gorąco popierał zakończenie procederu pracy dzieci, wprowadzenie emerytur dla ludzi starszych, podatek progresywny, kontrolę władz nad instytucjami użytku publicznego i przestrzeganie praw związkowców.

### W Kalifornii
W roku 1920 Olson przeprowadził się do Los Angeles, gdzie prowadził praktykę adwokacką, ścigając zwłaszcza nadużycia finansowe.
Podczas wyborów w roku 1924, kiedy demokraci wystawili kandydaturę znanego z konserwatyzmu Johna W. Davisa, Olson popierał kandydata trzeciej Partii Postępowej Roberta M. La Follette’a Prowadził też kampanię na rzecz znanego pisarza Uptona Sinclaira, który w latach 30. bez powodzenia ubiegał się o fotel gubernatora Kalifornii.
W roku 1934 Olson został przewodniczącym Partii Demokratycznej w Kalifornii. Był gorącym zwolennikiem prezydenta Franklina D. Roosevelta i jego polityki Nowego Ładu.

## Gubernator Kalifornii
W roku 1938 uzyskał nominację partii jako jej kandydat na gubernatora i wygrał wybory. Został tym samym pierwszym demokratą zajmującym do stanowisko od roku 1889 i jedynym do 1959.
Jako gubernator Olson wsławił się licznymi zmianami w systemie karnym stanu, które miały służyć humanitarnemu traktowaniu więźniów. Niedługo po objęciu urzędu ułaskawił znanego lidera ruchu związkowego i aktywistę socjalistycznego Toma Mooneya, który spędził blisko 20 lat w więzieniu za przestępstwa, których nie popełnił (uznawany był powszechnie za więźnia politycznego). Ogólnie uważany był za dobrego szefa stanowej władzy wykonawczej, który wprowadzał w życie zarządzenia Nowego Ładu.
Gubernator Olson przegrał walkę o reelekcję z ówczesnym prokuratorem generalnym stanu (i przyszłym wieloletnim prezesem Sądu Najwyższego Stanów Zjednoczonych) Earlem Warrenem w roku 1943. Jego kadencja trwała od stycznia 1939 do stycznia 1943. W kampanii atakowano go za jego ateizm.
W latach późniejszych Olson był Przewodniczącym Zjednoczonych Sekularystów Ameryki. Zmarł w Los Angeles.
Żonaty był z Kate Jeremy, z którą miał trzech synów.